# Порекло
Порекло (с серб. — «Происхождение»), полное наименование Общество сербских генеалогов «Порекло» (серб. Друштво српских родословаца «Порекло») — сербское генеалогическое общество с центром в Белграде, основанное 1 октября 2012 года. В рамках общества был основан Сербский ДНК-проект, связанный с  генетической генеалогией Европы. «Порекло» сотрудничает с научными организациями, в том числе с Этнографическим институтом Сербской академии наук и искусств (доктором Ивицей Тодоровичем) и центром ДНК-генетики.

## Сербский ДНК-проект
Сербский ДНК-проект (серб. Српски ДНК пројекат) представляет собой уникальную попытку энтузиастов из общества «Порекло» собрать генетические данные всех жителей Сербии на основе Y-ДНК анализа (по мужской линии) и мтДНК анализа (по женской линии). Под покровительством проекта в 2015 году был создан первый генетический предиктор НевГен (авторы — Милош Четкович-Гентула и Александар Невски).

### Научный совет проекта
- Председатель: доктор Душан Кецкеравич, доцент кафедры биохимии и молекулярной биологии Биологического факультета Белградского университета
- Заместитель председателя: доктор Ивица Тодорович, этнолог, научный советник Этнографического института Сербской академии наук и искусств
- Члены:
  - Доктор Бояна Панич, молекулярный биолог, директор центра ДНК-генетики в Белграде
  - Доктор Милош Тимотиевич, историк, советник Народного музея в Чачаке
  - Борисав Челикович, историк, редактор лексикографических изданий («Служебни гласник»), основатель библиотеки «Корени».

## Цели общества
- Сбор информации о происхождении фамилии, происхождении населённых пунктов и их жителей, о национальных и религиозных обычаях, о генетических исследованиях отдельных лиц.
- Документирование и публикация собранного материала в электронной и печатной форме.
- Воспитание и сохранение культурной и национальной идентичности, продвижение самых ценных достижений из истории личностей, народа и государства.
- Приветствие использования кириллицы в повседневном общении и сербского языка со всеми его диалектологическими и местными особенностями.
- Организация образовательных встреч, консультаций, семинаров для поощрения и повышения осведомленности о важности сбора генеалогических и других связанных данных, имеющих отношение к идентификации личности и сообщества.
- Сотрудничество с научным сообществом и со связанными с ним государственными и неправительственными организациями в направлении совершенствования и популяризации генеалогических и этнологических тем для широкой общественности.

Для достижения этих целей общество «Порекло» закупает и перерабатывает научную, профессиональную и иную литературу; ведёт разговоры с представителями сербского народа, которые хранят и передают из поколения в поколение народные традиции, а также проводит фото- и видеодокументацию личностей, объектов и областей, важных для изучения родословной и дальнейших исследований.